# Zespół pałacowo-parkowy w Kobylnikach
Zespół pałacowo-parkowy w Kobylnikach – zespół pałacowo-parkowy z XX w. we wsi Kobylniki,  w powiecie inowrocławskim wpisany do rejestru zabytków nieruchomych województwa kujawsko-pomorskiego.

## Historia
Właścicielem wsi był Arnold von Wilamowitz-Möllendorf (1813-1888). Kolejnym jego syn Hugo von Wilamowitz-Moellendorff (1840-1905), naczelny prezes prowincji poznańskiej (do 1899).
W latach 1902–1903 zbudowano tu pałac na podstawie projektu architekta Grisebacha z Berlina. Zbudowany został w stylu eklektycznym, znajduje się w miejscu dawnej rezydencji barokowej, fasadą skierowany jest na zachód. Budynek ten wzniesiono z czerwonej, glazurowanej cegły. Bryłę pałacu o dwóch kondygnacjach zdobi zryzalitowana część środkowa. Nad głównym wejściem znajduje się wieża, która sprawia wrażenie średniowiecznej wieży bramnej, u której szczytu której znajduje się zegar, a pod nim kartusz z herbami właścicieli (von Wilamowitz, von Möllendorf). Pod wieżą na wysokości piętra znajduje się taras, wejście do pałacu poprzedza loggia. Przed wejściem znajdują się wysokie schody, przy których figury dwóch lwów. W fasadzie ogrodowej wejście znajduje się między ryzalitami bocznymi, poprzedza je taras o tralkowej balustradzie, natomiast w skrzydle północnym znajduje się kolista klatka schodowa, wystająca z lica ściany. 
Kiedy zbudowano pałac, dobra rycerskie Kobylniki miały 1981 ha. W dobrach kobylnickich dyrektorem był Mengdehe. W 1926 r. majątek Kobylniki liczył 539,98 ha, a do urzędu skarbowego wykazywano 2795 talarów czystego dochodu gruntowego. W 1926 r. właścicielem majątku Kobylniki został Fryderyk von Wilamowitz-Möllendorf. W 1930 r. wieś liczyła 1075 mieszkańców. Od 1939–1945  roku wieś znajdowała się pod zarządem niemieckim i nosiła nazwę Roßau. W 1946 r. majątek przejął Skarb Państwa Polskiego, wtedy utworzono tu potężny Kombinat Rolny, który obejmował kilkanaście gospodarstw wokół Kruszwicy. Po przekształceniach dawnej dyrekcji w latach 1989–1990 pracownikom udało się nie dopuścić do likwidacji przedsiębiorstwa. Funkcjonuje ono w Kobylnikach do dziś jako spółka rolna „KOM-ROL”.

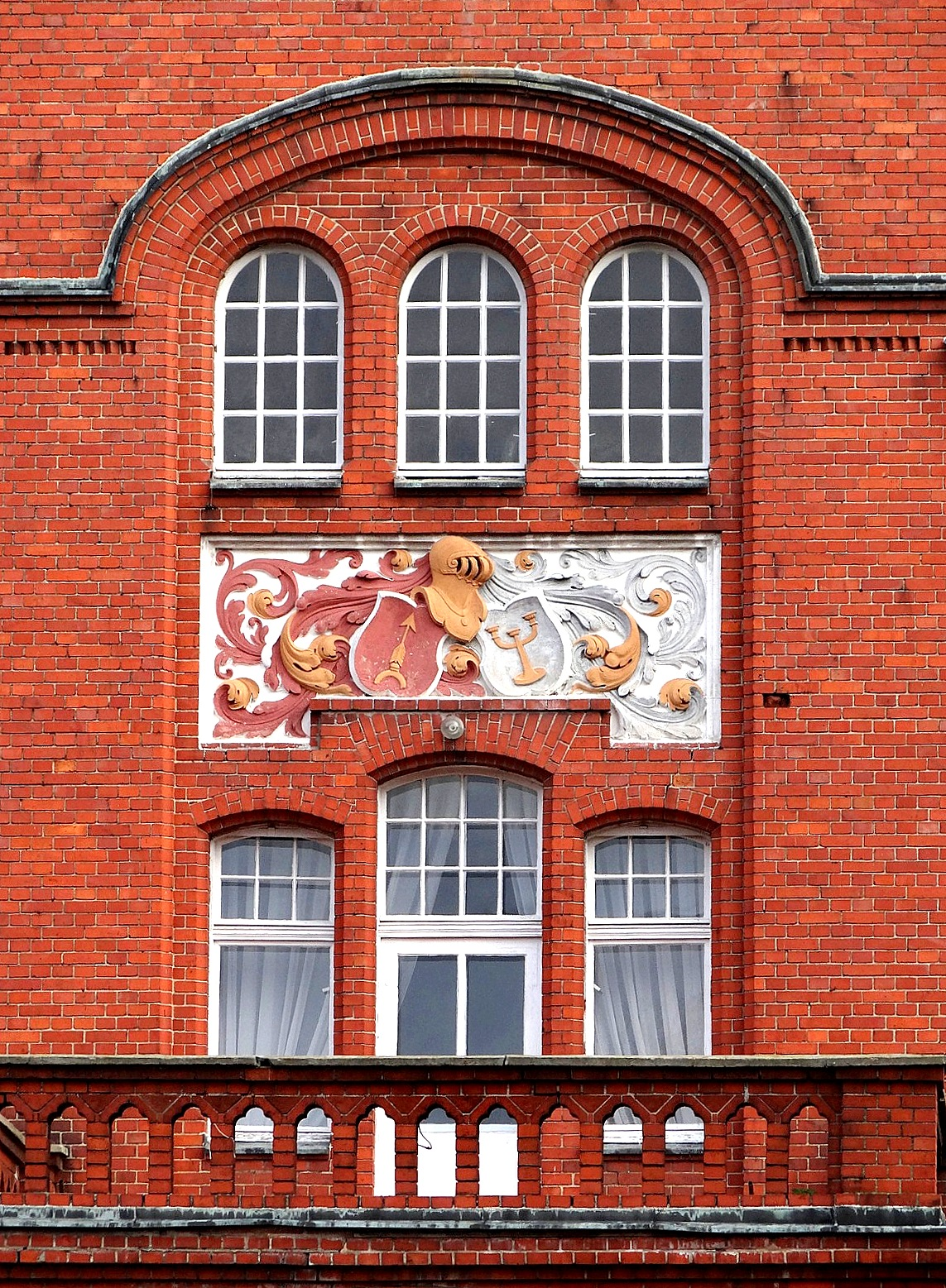
Kartusz z herbami Wilamowitz i Möllendorf
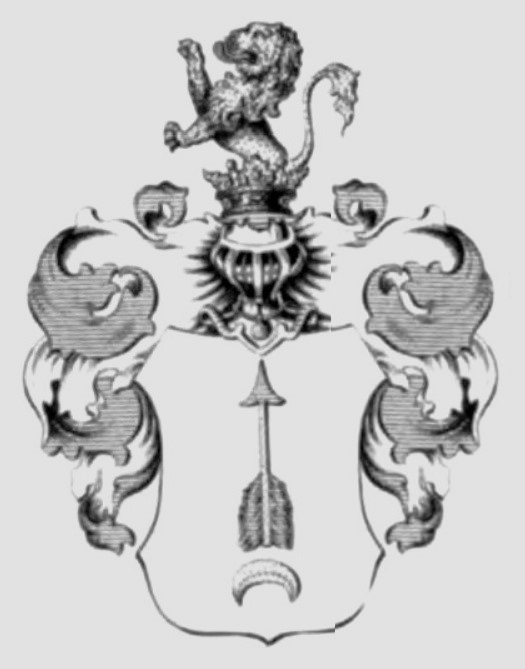
Herb von Wilamowitz
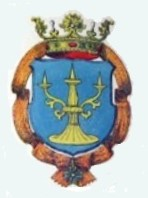
Herb von Möllendorf
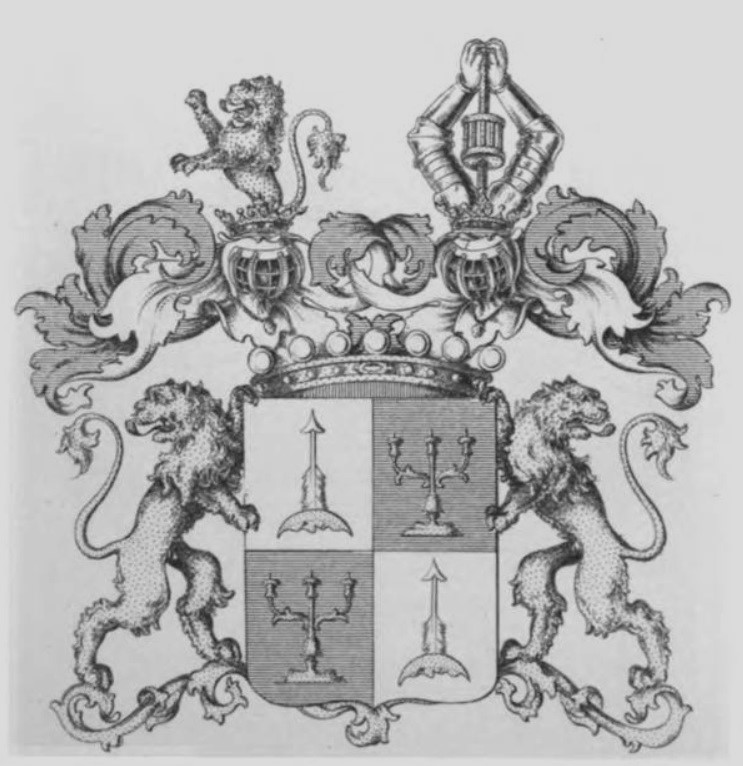
Herb von Wilamowitz Möllendorff

## Park
Park pochodzi z XIX w., ma powierzchnię 15,4 ha. Do dziś zachował się dawny układ przestrzenny parku, jego zewnętrzne granice pokrywają się z tymi z 1890 r. Zróżnicowany starodrzew wzbogacają gatunki egzotyczne, np. cypryśniki błotne, których pięć okazów ma obwód od 217 cm do 310 cm, dzięki czemu uznano je za pomniki przyrody. Do ciekawszych odmian należą daglezje, choiny kanadyjskie, iglicznie trójcierniowe, jodły kalifornijskie i żywotniki zachodnie. Spośród rosnących tu ponad 500 drzew, najwięcej jest tu lip drobnolistnych, klonów pospolitych, wiązów polnych i świerków pospolitych, które wyznaczają układ dróg oraz rozległe polany. Spośród gatunków egzotycznych w parku występują także klon tatarski oraz perełkowiec japoński. W podszycie parku można spostrzec bzy, tamaryszki, trzmieliny pospolite, śnieguliczki białe, tawuły, leszczyny pospolite, głogi oraz zielone jałowce. Stary i zróżnicowany drzewostan parku uzupełniają nowe nasadzenia nie naruszające jego pierwotnej kompozycji. Układ wodny parku tworzą dwa stawy, które połączone są ze sobą rowem.
W skład owego zespołu pałacowo-parkowego wchodzą także:
- oficyna (tzw. stary pałac, z przełomu XVIII i XIX wieku),
- dom ogrodnika,
- szklarnia,
- stajnie,
- obory,
- spichlerz,
- gorzelnia[4].

## Obecnie
Obecnie w pałacu znajduje się dobrze wyposażony hotel, a obok hotelu – stadnina koni.